# 周勍
周勍（1965年1月3日—)。中国作家、民俗研究与口述史学者、纪录片编导。 出生于陕西省西安市，现居北京和柏林。独立中文笔会会员，中国民间文艺家协会会员。

## 生平
1980年代就读中国作家协会鲁迅文学院与西北大学作家班，在西北地区颇具影响力。1989年，因六四事件后被中国当局判刑两年，因服刑期间“认罪态度恶劣，抗拒改造”等罪名加刑8个月。
出狱后继续写作，曾任西安仓颉文化研究所所长、《民间》杂志编辑部主任、《经贸报•深圳版》主编、《历史故事报》总编辑。主要在民间建设“口述博物馆”并为此走访搜集资料。曾访学于美国、俄罗斯、德国相关学术机构。
相继出版《终南山的传说》（1985年）、《都市的诱惑：脱离户籍女性访谈录》（1988年）、《走不出的圆圈》（1995年）、《国内流亡》（2003年）、《民以何食为天》和反映文革的长篇纪录片《我记不清了》（2018年8月）等作品。

## 主要作品及获奖
- 《终南山的传说》，民俗文化专集，中国民间文艺出版社，1985年。
- 《千古功过巧评说——民间口传史中对秦始皇的定位》，1986年（同年获陕西省文联“开拓奖”一等奖）。
- 《都市的诱惑——脱离户籍女性访谈录》，《华夏》杂志选载，1988年。
- 《走不出的圆圈》（小说集），香港新世纪出版社，1995年。
- 《中国白皮书——跨世纪中国面临的紧要问题》（总策划），经济日报出版社，1997年。
- 《林则徐的眼泪——中国吸毒人员访谈录》，《星期天》报连载。
- 《也是民族英雄——抗战阵亡的国民党将军们》，《军工报》连载。
- 《国内流亡》，香港开益出版社，2003。
- 《民以何食为天：中国食品安全调查》，载《报告文学》2004年第9期，中国工人出版社，2006年（同年获德国尤利西斯国际报道文学奖（Lettre Ulysses Award for the Art of Reportage 2006）优胜奖，2007年获日本《产经生活新闻》“期待畅销书”银奖）。

## 荣誉
- 澳大利亚国际学者基金会政论奖，2008年。
- 独立中文笔会自由写作奖，2008年。